# Escola Shangqing
Shangqing (上清, "Pureza Suprema" ou "Mais Alta Clareza") é uma corrente taoísta que tomou forma sob os Jin entre a aristocracia com base nos Mestres Celestiais, a antiga tradição mística do Sul e a tradição alquímica de Ge Hong. Sua primeira matriarca é Wei Huacun, mas Tao Hongjing, que estruturou sua teoria e prática, em grande parte segundo as revelações do médium Yang Xi, e reformulou seu cânone, é geralmente considerado seu verdadeiro fundador. O seu prestígio contribuiu para o surgimento da corrente que tomou a partir do final do século V o nome da montanha em que seu eremitério estava, Maoshan. Localizado no território da comuna de Jurong em Jiangsu, não muito longe de Nanjing, o Monte Mao permaneceu a sede principal da escola até hoje.
As práticas de Shangqing, essencialmente individuais ao contrário das dos Mestres Celestiais ou da corrente Lingbao, negligenciam os rituais coletivos e os talismãs exorcistas. Para alcançar a imortalidade, meditação, visualização, êxtase, técnicas de respiração e ginástica daoyin são preferidas à alquimia. A recitação do cânone, de natureza sagrada, também desempenha um papel importante. Inicialmente recrutando dos estratos sociais superiores, Shangqing foi a escola taoísta dominante sob o Tang, e sua influência se encontra até na literatura. A sua importância só começa a diminuir a partir da segunda metade do Song do Norte. Sob o Yuan já mudou sua natureza, especializando-se em rituais e talismãs―famosos por seu poder como evidenciado pelo mito do jiangshi―e ampliou sua base de recrutamento. Ela se junta à Aliança Zhengyi. No século XXI, a "arte de Maoshan" designa uma magia por vezes sulfurosa, muito distante do espírito original da corrente, especialmente praticada no Sul da China ou nas diásporas do Sudeste Asiático.
Shangqing foi por vezes descrita como uma forma "mística" de taoísmo, enfatizando a noção do corpo humano como um microcosmo contendo energias universais, que poderiam ser atualizadas pela união extática com divindades. Os praticantes realizavam visualizações (cun) e excursões extáticas (yuanyou) segundo modelos xamânicos, em viagens visionárias pelos confins do mundo e pelo céu, sintonizando com movimentos rítmicos cósmicos e se identificando com o eixo central do universo: o polo celeste da "Concha do Norte". Com a ênfase na meditação, haveria muito menos atenção ao cultivo fisiológico pela ingestão de ervas, drogas ou ritos sexuais físicos, que haviam sido importantes nas formas anteriores do taoísmo.
Seu principal texto de referência é o Verdadeiro Livro da Grande Caverna da Pureza Suprema (Shangqing dadong yuzhenjing 上清大洞真經).

## História
O primeiro grupo de textos de Shangqing foi escrito de 364 a 370 nas proximidades de Nanjing, capital do Jin Oriental, pelo médium Yang Xi (330–386) a partir de revelações de imortais. Entre eles, Wei Huacun (251–334), que será considerada a fundadora da escola. Aristocrata do Jin Ocidental, membro dos Mestres Celestiais e asceta residente em Henan, ela teria obtido e comentado os primeiros textos que seus filhos teriam trazido para o Sul após a retirada da aristocracia Jin.
Naquele contexto, a China estava dividida em Norte e Sul, e, após a invasão dos "bárbaros" (xiongnus) no Norte, na consequente fuga a aristocracia levou consigo a tradição dos Mestres Celestiais. Ocorreu, assim, uma virada do domínio taoista, que se moveu agora ao Sul e lá se misturou com as tradições han dos arcanos mestres fangshi. Com isso, a ascensão de Shangqing representou uma vitória das antigas tradições locais do Sul sobre as tendências racionalistas do Norte.
Yang Xi exercia suas funções em Maoshan, a serviço do oficial Xu Mi e seu irmão Xu Hui, aparentados com o alquimista Ge Hong, e Yang ali detinha um lugar de adivinhação como médium da família Xu. Os textos começaram a ser transmitidos, inspirando até imitações. Lu Xiujing (406–477) inclui-os no primeiro rascunho do cânone taoísta.

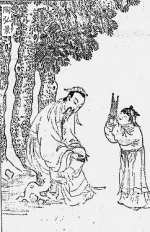
Tao Hongjing, responsável pela compilação dos textos shangqing

A corrente tornou-se uma escola por direito próprio graças a Tao Hongjing (456–536), tutor dos príncipes da dinastia Qi. Ele comentou os textos e desenvolveu um sistema estruturado incluindo um panteão. Mais interessado no taoísmo e no budismo do que em cargos públicos, em 492 ele recebeu permissão para deixar a corte para se estabelecer no Monte Mao. Ele mandou construir ali a ermida Huayang, o primeiro templo Maoshan, com a ajuda do imperador Wudi dos Liangs, com quem mantinha excelentes relações; outros seguirão rapidamente.
Após sua morte, a escola continuou a florescer, recrutando muitos dentre a aristocracia. A fama de seus textos transmitidos de forma esotérica era tal que havia roubos e falsificações. Originalmente estabelecida não muito longe da atual Nanjing, teve uma certa difusão no norte da China quando as proscrições de 504 e 517 obrigaram certos senhores ao exílio. Assim, a enciclopédia taoísta publicada sob o patrocínio do imperador Wu de Zhou do Norte (r.561-578) pôs os textos de Shangqing em primeiro lugar.
Ela dominou a cena taoísta sob o Tang, representada entre outros por Wang Yuanzhi, Pan Shizheng, Sima Chengzhen, Wu Jun e Li Hanguang. Durante este período, todos os seus patriarcas receberam um título do imperador. Sima Chengzhen fez iniciação de certos textos ao poeta Li Bo e ao imperador Xuanzong, que em 731 colocaram as divindades de Shangqing no comando das montanhas sagradas. O imperador Taizong patrocinou pessoalmente três templos no Monte Mao. A seção taoísta da enciclopédia imperial Taiping Yulan (太平御覽) é composta principalmente de textos da escola.
Ao mesmo tempo, Shangqing começa uma transformação de natureza, integrando textos das escolas de Lingbao e dos Mestres Celestiais que a aproximaram dessas correntes. Foi dado maior lugar ao clero e maior importância aos rituais públicos exigidos pela corte e pela sociedade.
Durante a segunda metade de Song do Norte, a sua influência junto da corte estava em declínio, mas manteve-se ativa porque, tendo mudado de orientação, especializou-se em rituais e talismãs. Ela era uma das Três Montanhas de Talismãs (经箓三山) junto com Gezao e Longhu. Novas construções surgiram no Monte Mao, incluindo os Três Templos e os Cinco Mosteiros (三宮五觀) que permaneceram até a Revolução Cultural. Sob o Song, alguns de seus patriarcas ainda gozavam do favor imperial, como o 23º patriarca Zhu Ziying cujas orações teriam dado um herdeiro a Zhenzong. Recebeu o título de Mestre Nacional (國師), título supremo para os religiosos. Os 35º e 44º patriarcas, Ren Yuanpu (?–1263) e Wang Daomeng, também foram escolhidos para acabar com uma inundação e uma invasão de gafanhotos, respectivamente. Com os imperadores Song e Yuan desejando centralizar a administração das escolas do sul, Maoshan caiu sob a autoridade de Zhengyi no século XIII.
No final do século XX, os taipings, o exército japonês e a Revolução Cultural destruíram completamente os templos do Monte. Dois deles, Jiuxiaogong e Yuanfugong, foram reconstruídos; pode-se ver ali o selo e a insígnia oficial da escola datada do período Song.
Maoshan, "Monte Mao", leva o nome dos três irmãos Mao Ying, Mao Gu e Mao Zhong, eremitas e curandeiros da dinastia Han. Na época de Tao Hongjing, também era chamado de Juqu (de qu, curva) ou Pulmão da terra (地肺山). É uma das terras da imortalidade no taoísmo. O monte e seus mitos são descritos em detalhes em uma monografia escrita sob o Yuan por Liu Dabin (劉大彬 1317–1328).

## Características
A corrente Shangqing retoma elementos dos Mestres celestiais, bem como conceitos e crenças da base religiosa chinesa. A tradição mística e extática de Chu e a tradição alquímica individualista, importante no sul do Chang Jiang, conferem-lhe um caráter original em relação às escolas taoístas do norte. O budismo também exerceu uma pequena influência. Tao Hongjing se interessou por ele e viu com bons olhos os empréstimos, tanto dessa nova religião quanto do confucionismo. A tradição alquimista é reinterpretada: a absorção de elixires e outras pílulas da imortalidade é amplamente substituída por um conjunto de práticas que prefiguram a alquimia interna que nascerá sob o Song, enquanto o vocabulário alquímico assume um novo significado ligado à experiência da meditação. O termo zhenren, "ser verdadeiro" que sofreu transformação espiritual e corporal, substitui o termo original para imortais, xianren. Tal como acontece com os alquimistas, existem mestres e discípulos, mas nenhum clero; cada um é seu próprio oficiante. A partir dela, ocorreu também transformação e interiorização das práticas sexuais físicas, em relações de amor platônico com divindades; diminuiu-se o poder burocrático, formal e teúrgico dos Mestres Celestiais, e o ideal de imortalidade física foi transmutado em salvação espiritual.
O Shangqing quebra com as antigas tradições orais e cria grande coerência pelo registro de escrituras, o que possibilita ser chamado de uma "escola". Não é, porém, uma "igreja", pois também rompe com essa organização formal dos primeiros Mestres Celestiais.
A escola é durante os primeiros séculos marcada pela origem social dos seus membros. As divindades descritas por Tao Hongjing são ordenadas como os aristocratas e oficiais das Dinastias do Norte e do Sul. A importância dada à escrita, o lugar limitado dos talismãs e da alquimia, a rejeição das práticas sexuais pelos seguidores mais delicados são todos traços que refletem a cultura de seu meio. A recitação do cânone deve produzir o mesmo efeito que as práticas descartadas, tornando possível dispensá-las. A ênfase recai sobre a meditação e visualização cunshen. Baseando-se nas descrições detalhadas dos textos, o adepto contempla o interior de seu corpo e mantém em seu devido lugar as divindades que ele contém, visualiza-as desatando os laços mortais, ou então viaja guiado por outras divindades em mundos diferentes e vê seu nome escrito nos registros da imortalidade. Há também um componente milenarista, porque Yang Xi previu um fim do mundo durante o qual os seguidores seriam salvos por Li Hong, um personagem messiânico assimilado a Lao Tsé. A cosmologia de Shangqing, como a cosmologia budista, prevê ciclos de destruição-recriação do universo.
Sua antropologia é diferente da noção clássica chinesa de humanidade, pois considera que não há apenas duas almas no homem (a alma celeste hun e a alma terrena po), mas que ele também hospeda uma multidão de divindades do corpo. A escola inaugura a noção de "nós embriônicos", que são gérmens congênitos da mortalidade, ontológicos e fisiológicos, que se encontram em pontos específicos do corpo desde antes do nascimento. Também inova na característica dos "nove palácios internos" da mente, que se tornariam constituintes do taoismo em geral. O ser humano é visto triplamente, considerado como indivíduo autônomo e responsável, inserido em uma linhagem e com papel no cosmos, segundo os conceitos tradicionais de correspondência. A salvação do indivíduo é dependente também de seus ancestrais, pois as ações do adepto, em pecados e méritos, se transmite à posição dos descendentes. O maior pecado é a transmissão de textos sagrados sem autoridade devida, o que leva à condenação do adepto e de seus ancestrais a torturas no submundo, e os barra de alcançarem a imortalidade.
A imortalidade também é vista como a unificação de inúmeros espíritos e entidades em um "corpo glorioso", constituindo o ser humano complexo como iluminado pelo poder dos deuses que nele passaram a animar internamente. Ao invés da busca de um corpo imortal, como em tradições anteriores, há a promessa no Shangqing de uma vida após a morte, que inclui uma ascensão gradual do submundo aos céus mais elevados, segundo uma hierarquia espiritual. Há o renascimento do indivíduo a níveis maiores, porém não segundo o conceito budista de reencarnação (que influenciou a Escola Lingbao, em que era vista negativamente como prendendo a pessoa à Terra), mas sim com a finalidade de salvação.
Diferente das práticas comunais do Caminho dos Mestres Celestiais, os seguidores de Shangqing exerciam meditações individuais segundo as tradições do Sul, recolhendo-se em uma "câmara da quietude" (jingshi). Em geral, elas envolvem uma jornada cósmica do praticante em reflexo dos movimentos de Taiyi pelos oito polos do univeso. Um exemplo é a de "viagens aos astros", às moradas celestes dos deuses. Recitar o texto principal do Shangqing também serve de invocação de deuses celestes e luminosos do corpo, que são unificados no corpo do visualizador. Há outras técnicas, como do "livramento do cadáver" (sublimação do corpo físico) e "metamorfoses" (transformações do adepto, assim como os deuses são transmorfos).

## Divindades e cosmologia
O panteão de cerca de 700 divindades taoístas de diferentes fontes foi moldado por Tao Hongjing na Hierarquia dos Espíritos Perfeitos (真靈位業圖). Elas são divididas em sete níveis, cada um abrigando uma divindade principal. O Venerável das origens (Yuanshi tianzun 元始天尊) inspirado no budismo representa o princípio do Tao e preside o céu superior povoado por divindades conceituais. O Senhor do Grande Tao (Dadaojun 大道君) representando o Dao em ação preside ao segundo nível e tem imortais da mitologia antiga e ancestrais da escola Shangqing como seus ajudantes. O Imperador do Portão Dourado (Jinque dijun 金阙帝君) e o Supremo Senhor Lao (太上老君) presidem a 3ª e 4ª respectivamente. Ambos são formas de Laozi, ou, para o primeiro, do ancestral de Taiping. Seus acólitos são imortais atuais de Lingbao e Mestres Celestiais, respectivamente. Os próximos níveis são presididos por Zhang Feng (九宮尚書張奉), Mao Gu (右禁郎定錄真君茅固) e Bei Di. O nível final abriga as divindades do submundo de Fengdu. Algumas divindades aparecem em vários níveis e em diferentes aspectos.
Certas divindades superiores servem como mediadoras com o Tao e inspiram os textos. Entre elas, os Três Puros, Xiwangmu e seu ajudante, a Criança Azul (Qingtong 青童). Embora geralmente não sejam de alto escalão, as muitas divindades do corpo, algumas das quais residem simultaneamente no cosmos (deuses estelares ou de cinco elementos), desempenham um papel importante na prática e são frequentemente mencionadas nos textos.
Há trinta e seis céus divididos em nove níveis. Os três céus superiores são os dos Três Puros. O nível subterrâneo é Fengdu, composto por seis tribunais de justiça. O Monte Kunlun é o eixo do mundo. Existem ciclos cosmológicos no final dos quais yin e yang se esgotam; Li Hong ladeado por três divindades então vem para restaurar a ordem ou pôr os humanos em segurança. A numerologia é importante, segundo os padrões clássicos chineses de divisão natural e cosmológica.

## Textos
Os textos de Shangqing são notáveis por sua qualidade literária e lirismo e incluem hinos às divindades; nisso eles lembram a literatura antiga do país de Chu. Porém é invertida a postura dos xamãs eu líricos dos Chu Ci: enquanto estes seduziam as deusas para que respondessem suas preces, os textos poéticos do Shangqing, como no Zhengao, descrevem a iniciativa das Aperfeiçoadas femininas em encontrar o adepto e convidá-lo ao casamento divino. Segundo Paul Kroll, muitos dos versos atribuídos aos Aperfeiçoados "representam a 'poesia de amor' que, de acordo com muitos acadêmicos, não se encontra em nenhum outro lugar na poesia chinesa".
Esses textos são considerados a condensação da respiração primordial; a escrita, embora sagrada, é, portanto, a forma grosseira de uma verdade sutil. A recitação deve ser feita com cuidado e atenção, ecoada pelos deuses nos céus; torna-se então uma espécie de caminho que permite retornar às origens.
A transmissão do texto consagra a entrada oficial na escola. Deve ser feita de mestre para discípulo sem assistência, após um jejum de vários dias. O discípulo faz um juramento no qual se compromete em particular a nunca divulgar o texto levianamente sob pena de perder suas chances de imortalidade. Um texto indevidamente revelado voa para o céu ou explode em chamas.
O texto principal da escola Shangqing-Maoshan é o Verdadeiro Livro da Grande Caverna da Pureza Suprema (Shangqing dadong yuzhenjing 上清大洞真經), também chamado de Livro da Grande Caverna, Livro da Pureza Suprema, Escritura Perfeita da Grande Profundeza (Dadong Zhenjing) ou Livro em 39 Seções (Sanshijiuzhang jing 三十九章經), segundo o número de seus capítulos. Ele é fundamental ao Shangqing e por vezes tomado como sinônimo da escola, designando seu ensino essencial (dadong, "escuridão suprema e ilimitada onde se alcança o vazio e guarda a tranquilidade"). Contém 39 estrofes dedicadas a reis celestiais, conectados à visualização de divindades do corpo. Ele forma o núcleo de um conjunto de práticas, dentre as quais o método do "redemoinho" (huifeng). Existe sob diversas versões com títulos variados.
"Dong" pode ser traduzido como caverna ou gruta, mas também tem outros significados como 'comunicar'. Quando os textos foram ditados a Yang Xi, os imortais lhe disseram que eles eram a forma condensada do qi primordial e que existiam antes do mundo nascer.
Embora várias fontes confirmem que o Dadong Zhenjing remonta ao século IV d.C., e que existem fragmentos anteriores, o texto completo mais antigo existente, conhecido como a "Escritura Aperfeiçoada da Grande Caverna da Mais Alta Clareza" (Shangqing dadong zhenjing 上清大洞真經), foi editado pelo vigésimo terceiro patriarca, Zhu Ziying, e compilado no século XIII pelo trigésimo oitavo patriarca, Jiang Zongying (m. 1281). Versões posteriores introduziram "mudanças dramáticas".
Uma tradição relatada por Zhang Junfang (início do século XI) afirma que o Puro de Jade enviou a Wei Huacun trinta e nove imortais, cada um com um capítulo. Inspira-se em uma obra mais antiga, o Livro da Corte Amarela (黃庭內景玉經), uma referência importante para os alquimistas e que será retomada posteriormente pelo movimento Quanzhen.
Um outro exemplo de escritura é Basu jing ("Escritura das Oito Brancas [Carruagens]"), que contém vários textos. Um deles descreve a visualização de oito deusas em carruagens de nuvem e luz, as quais percorrem o céu em oito pontos nodais (principais divisões do ano) em um ritual dos Oito Portões da Mãe Misteriosa; outro indica exercícios para evocar planetas e seus espíritos, durante o dia em que eles ascendem aos céus nos locais de registro das boas e más ações, além de métodos de exorcismo, apaziguamento de almas hun e absorção de "florescências astrais", como da Lua e do Sol. Há também obras compiladas de hagiografias.
A lista completa de textos pode ser encontrada conforme Isabelle Robinet.